# 牧野夏子
牧野 夏子（まきの なつこ、1977年 - ）は、日本の児童文学作家。
父は絵本作家・漫画家の佐々木マキ。

## 来歴・人物
京都府京都市に生まれる。大学で中国文学を専攻した。天津市への語学留学を1年間経験している。
昔話を愛好し、子供の頃は「物語に非日常を求めていた」という理由で日本よりも外国の作品が好きだったと述べている。

## 著作

### 絵本
- 『てんをおしあげたはなし』（絵：佐々木マキ）福音館書店、2007年
- 『キリンとアイスクリーム』（絵：D【di：】）福音館書店、2009年
- 『おうじと たこと きょじんのくに』（絵：殿内真帆）福音館書店、2010年
- 『クイクイちゃん』（絵：佐々木マキ）絵本館、2012年
- 『おふろのかたつむり』（絵：鴨居杏）福音館書店、2013年
- 『昭和十年の女の子』（絵:鴨居杏）福音館書店、2017年
- 『こいぬをつれたかりうど』（絵：佐々木マキ）福音館書店、2024年

### 雑誌掲載作品
- 「土佐の海は世界の海」（絵：島田虎之介） 『おおきなポケット』2011年3月号、福音館書店